# Parafia Trójcy Świętej w Bydgoszczy
Parafia Świętej Trójcy w Bydgoszczy – rzymskokatolicka parafia w Bydgoszczy, erygowana w 1924. Należy do dekanatu Bydgoszcz III w diecezji bydgoskiej.

## Historia
Parafia powstała 1 kwietnia 1924 r. w wyniku podziału parafii farnej na podstawie dekretu kardynała Edmunda Dalbora. 

## Kościół parafialny
Świątynią parafialną jest kościół Świętej Trójcy. Wzniesiono go w 1913 r. na fundamentach wcześniejszej gotyckiej świątyni, która istniała w latach 1550–1829. Kościół wznieśli z własnych składek polscy obywatele Bydgoszczy. Był to jedyny polski kościół katolicki, na którego budowę zezwolono  w Bydgoszczy w okresie zaboru pruskiego.

## Proboszczowie
| Lata      | Ksiądz                | Uwagi |
| 1914–1920 | Jan Filipiak          | Pierwszy prebendarz, a od 1916 r. rektor kościoła; zasłużony kapłan i działacz narodowy, organizator szkolnictwa polskiego w Bydgoszczy. |
| 1920–1924 | Leon Płotka           | Administrator Tymczasowego Okręgu Parafialnego Świętej Trójcy. |
| 1924–1968 | Mieczysław Skonieczny | Organizator wielu towarzystw i bractw kościelnych; wykonawca polichromii kościoła, budowniczy plebanii i Domu Katolickiego, założyciel cmentarza parafialnego; w latach 1929-1939 twórca i redaktor parafialnego "Tygodnika Kościelnego"; usunął straty i szkody po II wojnie światowej. |
| 1968–1972 | Kazimierz Sojka       | Administrator parafii. |
| 1972–1996 | Jerzy Gołębiewski     | Rozwinął szeroką i zróżnicowaną działalność duszpasterską; odnowił i wyremontował kościół, m.in. pokrył kopułę kaplicy Matki Boskiej Częstochowskiej oraz główną wieżę kościoła blachą miedzianą, przebudował prezbiterium, odnowił polichromię, zbudował nowy dom katechetyczny.        |
| 1996–2023 | Bronisław Kaczmarek   | Dokonał m.in. renowacji polichromii oraz konserwacji ołtarza głównego. Od 2004 r. wikariusz generalny diecezji bydgoskiej. Od 2023 przeniesiony w stan spoczynku z tymczasowym zachowaniem tytułu proboszcza.                                                                            |
| od 2023   | Janusz Tomczak        | Administrator parafii. |